# International Society of Arachnology
A Sociedade Internacional de Aracnologia é a primeira sociedade internacional científica dedicada à aracnologia. A sociedade concentra-se nas ordens de aracnídeos Amblypygi, Araneae, Opiliones, Palpigradi, Pseudoscorpiones, Ricinulei, Schizomida, Scorpiones, e Uropygi, com exceção de Acarina, já que existem outras sociedades voltadas para a acarologia. Atualmente possui cerca de 650 membros de 70 países e seus objetivos são promover o estudo da Aracnologia e a comunicação da informação aracnológica entre os pesquisadores através de reuniões e publicações (impressa ou eletrônica).